# Chapelle des sœurs franciscaines de Bormla
La chapelle des sœurs franciscaines est une chapelle catholique située dans la ville de Bormla, à Malte.

## Historique
Bâti en 1889, le couvent et l'église a totalement été détruit pendant la seconde Guerre mondiale. Les deux édifices ont été reconstruis après-guerre.